# 雪山下的火燄：一個西藏犯人的證詞
雪山下的火燄：一個西藏犯人的證詞由藏人班旦加措著作英文版。中文版本由茨仁夏加翻譯。於2008年推出電影。

## 概略
一位藏傳佛教僧人Palden Gyatso於1959年被中共軍隊逮捕。他在接下來的33年中被監禁。 他受到羞辱，餓死和折磨。 他看著他的國家和文化被毀，他的老師，朋友和家人在中國占領下流離失所，被監禁或殺害。
儘管如此，他不間斷的，保持他的精神火焰燃燒。

## 參照
ISBN 9578014406
1. ↑  .   [2016-11-03]. （原始内容存档于2019-06-11）.
2. ↑  .   [2016-11-03]. （原始内容存档于2019-08-10）.
3. ↑  .   [2016-11-03]. （原始内容存档于2019-07-26）.